# 李之純
李之純（？—？），字端伯，沧州无棣（今河北省盐山县庆云镇）人，北宋官員。李之仪之从兄。
熙宁三年（1070年）進士。歷官度支判官、熙宁中為江西转运副使。元丰二年（1079年）任成都府路转运使。元祐元年（1086）知沧州。元祐二年（1087年）知瀛洲，改知成都府。哲宗時累官御史中丞。患重病，改工部尚书。绍圣年間，御史刘拯劾李之纯阿附苏辙，出知单州太守，不久卒。李端伯曾師從二程，其言行記載於《二程遗书》卷首《端伯传师说》。

## 延伸阅读
[在维基数据编辑]
 《宋史/卷344》，出自脱脱《宋史》